# Centraal-Anatolië
Centraal-Anatolië (Turks: İç Anadolu Bölgesi) is een regio van Turkije, gelegen in het centrum van Anatolië, waarnaar de regio zijn naam ontleent. Centraal-Anatolië beslaat ongeveer 19,4% van het totale oppervlakte van Turkije, waardoor het de op een na grootste regio van het land is. Het inwonertal van de regio is ongeveer 11,6 miljoen.
Het klimaat in Centraal-Anatolië wordt gekarakteriseerd door een steppeklimaat, wat betekent dat de regio lange, hete zomers kent, vaak gepaard gaand met watertekorten in de grotere steden. De gemiddelde temperatuur in de regio is 10,6°C, met een maximum van 41,8°C en een minimum van -36,2°C. Jaarlijks valt er gemiddeld 392 millimeter neerslag.
Centraal-Anatolië is rijk aan diverse natuurlijke hulpbronnen, waaronder chroom, haliet, bruinkool, zink, ijzer, kwik, zout en boor.

## Overzicht van de provincies in de regio Centraal-Anatolië
| Detailkaart                              |
| ---------------------------------------- |
|                                          |
| Provincies in de regio Centraal-Anatolië |

| Provincie | Provincie | Inwoners  | Oppervlakte | Hoofdplaats | Inwoners  |
| --------- | --------- | --------- | ----------- | ----------- | --------- |
|           | Aksaray   | 433.055   | 8.051 km²   | Aksaray     | 247.147   |
|           | Ankara    | 5.782.285 | 25.437 km²  | Ankara      | 5.803.482 |
|           | Çankırı   | 195.766   | 7.388 km²   | Çankırı     | 90.564    |
|           | Eskişehir | 906.617   | 13.904 km²  | Eskişehir   | 789.023   |
|           | Karaman   | 260.838   | 9.163 km²   | Karaman     | 175.390   |
|           | Kayseri   | 1.441.523 | 16.917 km²  | Kayseri     | 1.434.357 |
|           | Kırıkkale | 277.046   | 4.365 km²   | Kırıkkale   | 186.960   |
|           | Kırşehir  | 244.519   | 6.570 km²   | Kırşehir    | 150.700   |
|           | Konya     | 2.296.347 | 38.157 km²  | Konya       | 2.205.609 |
|           | Nevşehir  | 310.011   | 5.467 km²   | Nevşehir    | 123.882   |
|           | Niğde     | 365.419   | 7.312 km²   | Niğde       | 170.511   |
|           | Sivas     | 634.924   | 28.488 km²  | Sivas       | 365.274   |
|           | Yozgat    | 418.442   | 14.123 km²  | Yozgat      | 92.643    |

Centraal-Anatolië · Egeïsche Zeeregio · Marmararegio · Middellandse Zeeregio · Oost-Anatolië · Zuidoost-Anatolië · Zwarte Zeeregio